# Retimlje
Reti en albanais et Retimlje en serbe latin (en serbe cyrillique : Ретимље) est une localité du Kosovo située dans la commune/municipalité de Rahovec/Orahovac et dans le district de Prizren/Prizren. Selon le recensement kosovar de 2011, elle compte 771 habitants, tous albanais.
Selon le découpage administratif du Kosovo, la localité fait partie du district de Gjakovë/Đakovica. En 2011, le village de Reti e Ulët, qui faisait partie de Reti/Retimlje, a été recensé en tant que localité à part entière ; il comptait 334 habitants, tous albanais,.

## Histoire
Les habitants du village sont venues s’installer sur ce territoire au XVIIeme siècle, il vienne du village bosniaque gornje ljubinje.

## Démographie

### Évolution historique de la population dans la localité
| 1948 | 1953 | 1961 | 1971 | 1981  | 1991  | 2011 |
| ---- | ---- | ---- | ---- | ----- | ----- | ---- |
| 569  | 577  | 726  | 894  | 1 078 | 1 317 | 771  |

|  |